# 상승초등학교
상승초등학교(常勝初等學校)는 대한민국 강원특별자치도 화천군에 있는 공립 초등학교이다.

## 학교 연혁
- 1938.04.20 상서국민학교로 설립 인가
- 1953.12.01 상승국민학교로 재 개교
- 1955.09.01 상승(노동)초등학교 개교
- 1996.03.01 상승초등학교로 교명 개칭
- 1999.03.01 초.중통합운영
- 2001.10.24 교사 개축 준공 및 입주
- 2013.03.01 제21대 안두환 교장 부임
- 2015.02.13 제60회 졸업(총 1,262명)
- 2015.03.01 상승초(노동분교) 5(3)학급 편성
- 2015.03.01 유치원 1학급 편성
- 2024.03.01 봉오분교 편입
- 2025.03.01 상승초등학교 봉오분교장 통폐합